# 콘스탄스 2세
콘스타스 2세 또는 콘스타스 포고나토스(그리스어: Κώνστας Β' Πωγωνάτος, 630년 11월 7일 ~ 668년 9월 15일)은 641년부터 668년 죽을 때까지 동로마 제국의 황제였다. 콘스탄티노스 3세의 아들로 원래 이름은 이라클리오스 였는데 같은 이름의 할아버지 헤라클리우스와 혼동을 피하기 위하여 콘스타스로 바꾸었다. 포고나토스(Πωγωνάτος)라는 별칭은 "털복숭이"라는 뜻으로 콘스타스가 수염을 길게 길렀기 때문에 붙여졌다.

## 생애
콘스타스의 할아버지 헤라클리우스가 죽은 후 동로마 제국은 혼란에 빠졌다. 콘스탄티노스 3세도 불과 석 달 만에 죽고 그 뒤를 이은 이라클로나스도 시민들의 반대로 물러나야 했다. 641년 여름, 콘스탄티노스의 아들 이라클리오스가 불과 11살의 나이로 제위에 올랐다.

### 이슬람 전쟁
어린 황제 콘스타스는 자신이 성장할 때까지 제국의 통치를 원로원에 맡겼다. 재위 초기에 동로마 제국은 이집트를 이슬람에게 빼앗겼다. 비잔티움군은 잠시 알렉산드리아를 수복했지만 646년 다시 이슬람의 아므르에게 빼앗겼고 아므르는 알렉산드리아 성벽을 허물고 새로운 수도를 나일강 삼각주 연안에 건설하였는데 이 도시가 나중에 카이로가 된다.
이슬람은 북아프리카를 완전히 점령하고 함대를 육성해 지중해 연안의 제국 영토를 유린했고 키프로스와 로도스섬도 이슬람 함대에 점령당했다. 655년 콘스타스는 함대를 이끌고 이슬람 함대와 싸웠으나 대패하고 황제 자신은 겨우 도망쳐서 목숨을 건졌다. 이제 이슬람은 거침없이 제국으로 밀려올 것처럼 보였으나 656년 칼리파 우스만이 암살당하고 뒤어어 일어난 제위 경쟁으로 무아위야와 알리사이의 내전이 일어나는 바람에 동로마 제국은 겨우 이슬람과 휴전할 수 있었다.

### 기독교 문제
언제나처럼 콘스타스의 치세에도 그리스도의 인성과 신성을 둘러싼 기독교의 신학적 논쟁으로 제국은 혼란했다. 이슬람과의 전쟁에 대비하여 대내적으로 교회의 통일을 이루려했던 콘스타스는 648년 〈티포스〉(Typos)라는 칙령을 발표해 그리스도의 신성과 인성에 관한 논란을 일체금지시켰는데 이 칙령은 당연하게도 로마 교황 마르티노 1세의 반발을 가져왔고 콘스타스는 라벤나 총독을 시켜 653년 교황을 체포해 콘스탄티노폴리스로 압송하게 했다. 교황은 사형 선고를 받고 죽을 운명이었으나 콘스탄티노플 총대주교 바울로가 사형을 반대하여 콘스타스는 교황을 크리미아로 유배보냈다. 655년 교황 마르티노는 유배지에서 죽었다.

### 서방 원정과 죽음
이슬람의 내전으로 제국 동방이 안전해진 동안 콘스타스는 제국의 서방으로 눈을 돌려 수도를 콘스탄티노폴리스에서 서방으로 옮기려는 계획을 세웠다. 660년 콘스타스는 동생 테오도시오스를 역모를 꾸몄다고 처형시켰다. 662년 콘스타스는 테살로니키와 아테네로 떠나 그리스에서 1년을 머물다가 이탈리아에 상륙했다. 그는 베네벤토를 포위하여 공략하였지만 롬바르드족의 격렬한 저항으로 포기하고 발길을 돌려 열렬한 환영을 받으며 로마에 입성했다. 잠시 로마에 머물다가 시칠리아로 건너가 시라쿠사를 수도로 삼고 5년동안 다스렸다.
시라쿠사에서의 그의 통치는 억압과 가혹한 착취의 연속이었다. 시칠리아인에게는 다행스럽게도 황제가 668년 9월 15일에 시종에게 맞아 살해당했다.

## 같이 보기
- 동로마 황제